# Mandragora Scream
Mandragora Scream es una banda procedente de Italia, formada en 1997 a partir de una idea de su cantante principal Morgan Lacroix. En 1999 Morgan realiza una demo que contiene cuatro temas, titulada PromoTrack99 en el New Sin Studio de Italia.
En el año 2000 Morgan se presenta como cantante, junto al guitarrista y compositor Terry Horn. El resultado de esta unión es el álbum debut Fairy Tales From Hell Caves, distribuido en el 2001 por el sello alemán Nuclear Blast/Capiranha Records.
Fairy Tales es un álbum conceptual: un viaje a través del infierno dantesco, atormentado por la pasión, la angustia y la locura, donde el personaje de Virgil es remplazado por una hada vampiro.
En el año 2002 lanzan su segundo álbum A Whisper Of Dew, distribuido por Nuclear Blast. Una vez más un álbum conceptual, centrado en una historia de vampiros deliberadamente escrita por la banda por Julio Ángel Olivares Merino, escritor de literatura horror-gótico y profesor de Filología Inglesa en la universidad española “Universidad de Jaén”. Inspirada en esto, Morgan compuso las letras de todo el álbum.
Mandragora Scream ha participado en varios recopilatorios internacionales:
- Beauty in the Darkness Vol. 5 (2001)
- Mystic Art (2001)'
- Nuclear Blast Vol. 6 (2001)'
- Road Tracks Vol. 45 (Hammer 2003)
- Beautiful Voices Vol. 2(Nuclear Blast)

## Discografía
- Demo EP 1999
- Fairy Tales From Hell's Caves 2001
- A Whisper of Dew 2003
- Madhouse 2006
- Dragonfly EP 2007
- Volturna 2009
- Luciferland 2012
- The Deathly Hallows 2022